# 峇央峇鲁
峇央峇鲁是马来西亚槟城州西南县的新兴市镇，距乔治市市中心约16.7公里。峇央峇鲁是峇六拜的主要市郊，毗邻峇六拜自由贸易工业区，东依木寇山岛，有海河流经城中并最终流入槟威海峡。
峇央峇鲁于1972年随着临近自由工业区的落成而发展至今，期间众多房屋产业、商业楼宇与企业大兴土木。如今，多项发展计划入驻峇央峇鲁，带动各大高楼和基础建设的开发，集齐教育、医疗、商业、体育和交通等功能。

## 历史
1969年，林苍祐上任槟城第二任首席部长，议决在峇六拜开发自由工业区，并成立槟州发展机构。为了推动工业化发展与提供人力需求，林苍祐通过与发展机构的合作在槟岛征用大片土地，于1972年开发了峇央峇鲁和诗不朗再也两个新市镇，同时在峇央峇鲁倡建多个中廉价屋，以拉近城乡居民之间在经济发展上的差距。而该市镇启动的第一期房产发展项目为兴建排屋、半独立式住宅等，以提供住宿予峇六拜工业区员工。

## 教育

### 小学
- 峇央峇鲁国小[7]
- 斯里柏迈国小[8]

## 中学
- 拉惹敦乌达国中[9]
- 恒毅国民型华文中学峇央峇鲁分校

## 保健
- 槟城班台医院（英语：Pantai Hospital Penang） - 于1997年成立，为峇央峇鲁镇内唯一的医疗中心，是国际医疗集团百汇班台有限公司旗下的私立医院。[10]

## 商场
- 阳光广场（Sunshine Square）[11]
- 峇央峇鲁Giant超市（Giant Hupermarket Bayan Baru）[12]
- D'Piazza 生活广场（D'Piazza Mall）[13]
- One Precinct 广场（One Precinct）[14]